# Ludwig Freund
Ludwig Freund (19. června 1878 Postoloprty – 5. listopadu 1953 Halle) byl český a německý přírodovědec.

## Život a dílo

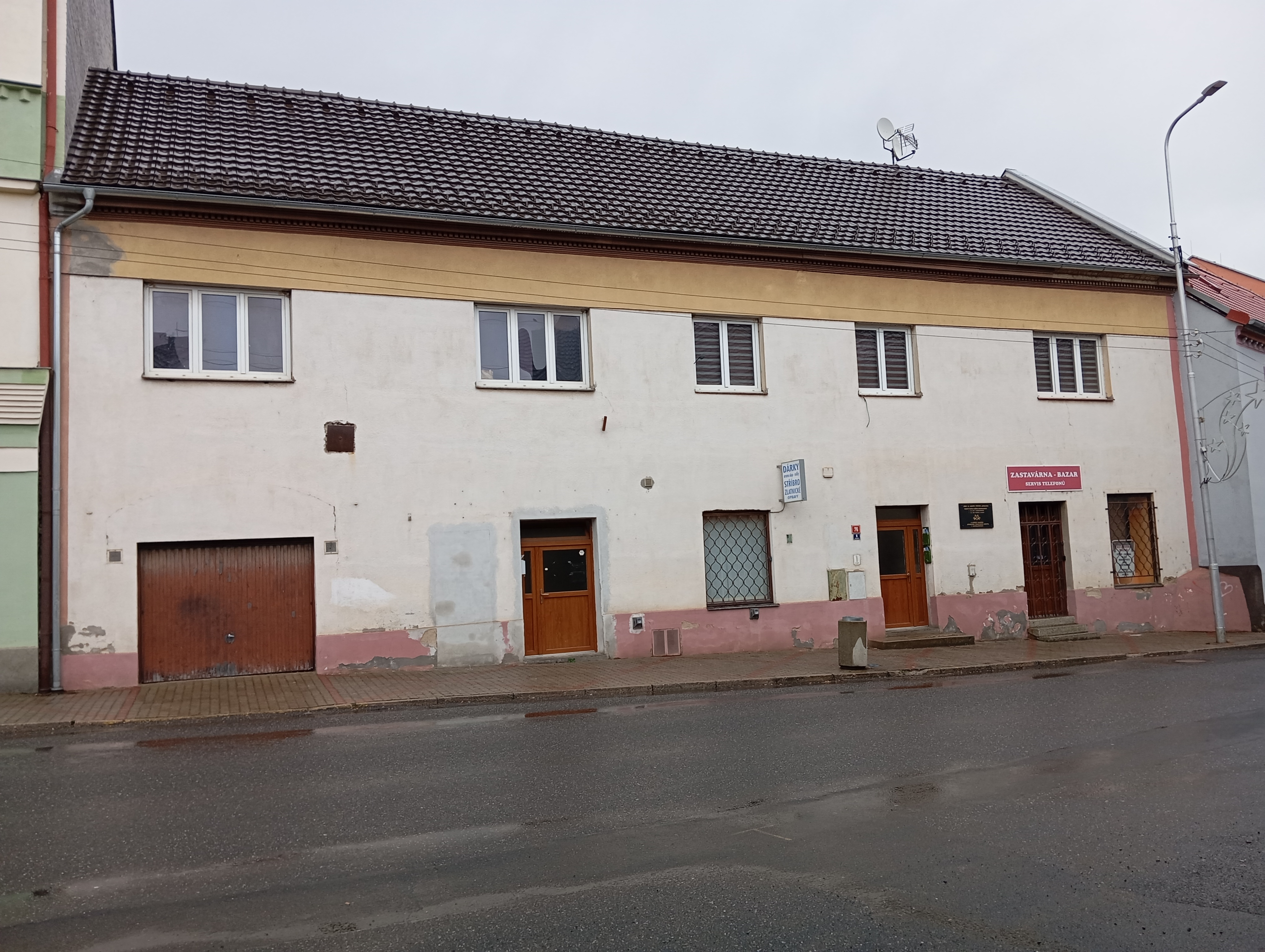
Rodný dům Ludwiga Freunda

Freund se narodil v čp. 76 na stávajícím Marxově náměstí. Pocházel z židovské rodiny. Podle matričního zápisu o narození byl jeho otec Sigmund sklenář a obchodník se sklem, matka rozená Weißová pocházela z Němčic u Volyně. Když byly Freundovi čtyři roky, odstěhovala se rodina do Prahy.
Syn sklářského mistra navštěvoval nejprve obecnou školu v Praze a poté německou státní reálku. Po absolutoriu v roce 1896 studoval medicínu, přírodní vědy a filozofii na pražské univerzitě. V roce 1899 byl přijat jako asistent do univerzitního zoologického institutu. Roku 1901 promoval a získal doktorát z filosofie. V roce 1904 se stal zaměstnancem univerzitního veterinárního ústavu.
Po habilitaci ze zoologie v roce 1909 se během první světové války stal Freund vedoucím ústavu jako náhrada za Hermanna Dexlera (1866–1931). V roce 1923 byl jmenován profesorem. Po Dexlerově smrti byl pověřen vedením ústavu V roce 1933 se stal docentem na plný úvazek v zoologickém ústavu. Měl se   stát jeho ředitelem, ale tomu zabránil jeho židovský původ. 
V roce 1940 se Freund musel vzdát profesury i vedení ústavu. Přišel také o svou knihovnu a vědecké sbírky. V roce 1943 byl čtyři týdny vězněn v pražské policejní věznici, ačkoliv se předtím nijak politicky neprojevoval.
V roce 1945 byl Freund nakonec odvezen do koncentračního tábora v Terezíně. Po devíti týdnech věznění byl 16. května propuštěn, ale nemohl pokračovat ve své práci na pražské univerzitě, protože byl Němec a pracoval v německých institucích.
Protože v Československu nemohl nadále vykonávat svou profesi, rozhodl se Freund odejít do Německa. V roce 1948 byl zaměstnán jako řádný profesor a ředitel Zoologického institutu na univerzitě Martina Luthera v Halle. Protože mu však Sowjetische Militäradministration in Deutschland (Sovětská vojenská administrace v Německu) nejprve zakázala vstup do země kvůli jeho židovskému původu, mohl začít pracovat až na podzim následujícího roku, zpočátku jako hostující profesor. V roce 1950 mu bylo přiděleno vedení katedry zoologie, které bylo pět let neobsazené.
V Halle, kde byl Freund dobře přijat, se pokusil reorganizovat zoologický institut oddělením muzejních, výzkumných a výukových činností. Za jeho působení vznikl nový přednáškový sál a dvě učebny. Působil i ve vědecké komunitě v NDR; byl například členem poradního sboru pro biologii Státního sekretariátu pro vysoké školy a technické vzdělávání.
S SED měl Freund spory o to, jak by měla být studia organizována. Vyzýval k větší svobodě pro studenty. V důsledku těchto politických postojů nedostal vízum k cestě do Prahy, a proto v roce 1952 rezignoval na všechny své funkce. Rok nato Freund zemřel na rakovinu plic. V roce 1953 byl Freund zvolen členem Německé akademie věd Leopoldiny. Roku 1998 se stal čestným občanem města Postoloprty a na rodný dům mu byla umístěna pamětní deska.

### Samostatné publikace (výběr)
- Die Osteologie der Halicoreflosse, disertace, 1901
- Beiträge zur Entwicklungsgeschichte des Schädels von Halicore dugong, habilitace, 1908
- Die Literatur über die Tierwelt Böhmens, Praha 1917
- Die Vogelwelt der Küche, Berlin 1917
- Das Ungeziefer der Stadt, Praha 1921
- Der Nerz und seine Zucht, München 1929
- Die Parasiten, parasitären und sonstigen Krankheiten der Pelztiere, Hannover 1930
- D-Day in der Slowakei: Eine Minute nach Zwoelf fuer die Deutschen aus der ČSR, London 1944
- Die Tierwelt Mitteleuropas, Leipzig 1958